# Reinhard Steege
Reinhard Steege (* 18. Juli 1943 in Schötmar) ist ein deutscher Jurist und war 1992 bis 2008 Richter am Bundessozialgericht.

## Leben
Steege studierte Rechtswissenschaft in Münster, Lausanne und Freiburg. Sein Studium schloss er 1971 an der Freiburger Universität ab. Es folgte das Referendariat, dass er in Stuttgart 1975 mit dem Zweiten Juristischen Staatsexamen beendete. Hiernach begann er seine juristische Karriere in der baden-württembergischen Sozialgerichtsbarkeit. Er wurde Richter an den Sozialgerichten Konstanz, Heilbronn und Stuttgart, bevor er 1980 Richter am Landessozialgericht Baden-Württemberg wurde. Januar 1992 wurde er dann Bundesrichter. Als Richter im 3. Senat des Bundessozialgerichtes hatte er sich dort zunächst mit Fällen aus dem Kranken- und Pflegeversicherungsrecht zu befassen. 1993 wurde er zusätzlich zur richterlichen Tätigkeit Mitglied der Dokumentationskommission des Gerichtes. Juli 1994 bis September 1996 gehörte er dem 6. Senat an und war damit zuständig für Vertrags- und Kassenarztrecht. Anschließend wurde Reinhard Steege stellvertretender Vorsitzender des 1. Senates, der zuständig ist für Krankenversicherungen. Am 1. Oktober 2003 wurde er dann der Vorsitzende des 2. Senats (Unfallversicherung). Seit August 2008 befindet sich Reinhard Steege im Ruhestand.